# Erich Herrmann
Erich Herrmann, nemški rokometaš in trener, * 31. maj 1914, Berlin, † 13. april 1989, Hamburg.
Leta 1936 je na poletnih olimpijskih igrah v Berlinu v sestavi nemške rokometne reprezentance osvojil zlato olimpijsko medaljo.